# گوهرچشم اسب آبی
گوهرچشم اسب آبی (نام علمی: Cosmiomma hippopotamensis) نام یک گونه کنه از سرده گوهرچشم است.
این گونه کنه در بدن یک اسب آبی در آفریقای جنوبی کشف شد و در سال ۱۸۴۳ توسط هنری دنی توصیف علمی شد. گوهرچشم اسب آبی را «یکی از غیرمتعارف‌ترین، زیباترین و کمیاب‌ترین کنه‌ها در جهان» توصیف کرده‌اند.